# Schepenbuurt (Utrecht)
De Schepenbuurt is een buurt in Utrecht-West, een deel van de hoofdstad Utrecht van de Nederlandse provincie Utrecht.

## Ligging
De Schepenbuurt is een klein rechthoekig blok, aan de rand van het bedrijventerrein Cartesiusweg. De buurt wordt begrensd door het Amsterdam-Rijnkanaal in het westen, het terrein van de houthandel Ret in het noorden, de Cartesiusweg in het oosten en de spoorlijn Utrecht-Gouda in het zuiden, met aan de andere kant van het spoor het Thomas a Kempisplantsoen.

## Kenmerken
De straatnamen hebben schepen als thema. In het oosten van de buurt is een klein blokje openbaar groen, dat als parkje dienstdoet. In het midden is een speelplaats voor de kinderen.
Straatnamen zijn: Fregatstraat, Barkasstraat, Schoenerstraat, Galjoenstraat, Loggerstraat, Tjalkstraat en het Aakplein.
Het deel van de Fregatstraat aan de Cartesiusweg-zijde tot het Aakplein en de Schoenerstraat zijn van net voor de oorlog, de rest van de wijk is na de 2e wereldoorlog gerealiseerd.
Den Hommel · Halve Maan · Laan van Nieuw Guinea, Spinozaplantsoen · Lage Weide · Lombok en Leidseweg · Nieuw Engeland, Thomas à Kempisplantsoen en omgeving · Oog in Al · Schepenbuurt · Welgelegen